# Tala Hamza
Tala Hamza è un comune dell'Algeria, situato nella provincia di Béjaïa.